# Mesehti
Mesehti (fl. circa 2000 a.C.) è stato un politico e sacerdote egizio.
Fu nomarca del 13° nomo dell'Alto Egitto con capoluogo Asyūṭ, oltre che Sovrintendente dei sacerdoti di Upuaut, verso l'inizio del Medio Regno.

## Testimonianze
| m | z · H | t | i |

| m | z · H | t | i |

Mesehti è noto grazie al suo corredo funerario, rinvenuto alla fine del XIX secolo ad Asyut durante una campagna di scavi illegale. Il contenuto della tomba, che all'epoca risultava apparentemente inviolata, è stato venduto principalmente al Museo del Cairo.
Tra gli oggetti facenti parte del corredo, sono celebri i set di modellini in legno dipinto: un gruppo di soldati egiziani muniti di lancia, scudo di pelle e un gonnellino bianco, ed un altro formato da 40 arcieri nubiani caratterizzati dalla pelle scura e da un perizoma rosso. In entrambi i gruppi i soldati sono ritratti nell'atto di avanzare.
La tomba conteneva anche due grandi bare lignee il cui interno è riccamente decorato con testi dei sarcofagi; queste bare costituiscono una delle fonti principali di questo tipo di testi religiosi, molto in uso tra il primo periodo intermedio ed il Medio Regno.